# 九州わんわん王国
九州わんわん王国（きゅうしゅうわんわんおうこく）は、かつて熊本県荒尾市にあった九州において最大級の犬のテーマパークである。三井グリーンランド（現 グリーンランド）に隣接していた。
伊藤忠商事とつくばわんわんランドを運営するサンスイコーポレーションが共同出資する会社が、2000年（平成12年）3月に開設。
国内最大級の犬のテーマパークをうたい、ドッグレース、ショーなどを展開。2002年（平成14年）に三井グリーンランド子会社のグリーンランド開発が営業を承継したが、2005年（平成17年）6月30日に閉園、同年7月20日に三井グリーンランド園内において「ワンちゃんとゆかいな動物広場」として再出発したが、テーマパークとしての経営は向上しなかった。
現在は跡地にスーパーマーケットなどができている。